# Eternal Devastation
Eternal Devastation (с англ. — «Вечное опустошение») — второй студийный альбом немецкой трэш-метал-группы Destruction, выпущенный 12 июля 1986 года на лейбле Steamhammer в Германии. В США альбом вышел 1 июля 1986 года и распространялся лейблами Metal Blade Records и Restless Records. Это последний альбом с участием барабанщика Томаса «Томми» Сандманна, которого впоследствии заменил Оливер «Олли» Кайсер.

## Об альбоме
Если дебютный альбом коллектива, Infernal Overkill, содержал в себе элементы блэк-метала, то звучание Eternal Devastation окончательно сместилось в сторону трэш-метала. Второй альбом демонстрирует более техничный и разнообразный подход к написанию песен. Несколько треков начинаются со вступлений на классической гитаре, а гитарные соло Майка Зифрингера стали более сложными и продуманными. Альбом также выделяется крайне сухим гитарным звуком с преобладанием высоких частот. По воспоминаниям фронтмена Марселя Ширмера, они специально хотели, чтобы гитара на пластинке напоминала звучание бензопилы.
Открывающая песня «Curse the Gods» представляет собой жёсткое осуждение религии. Ширмер рассказывал в интервью, что все участники Destruction выросли в христианских семьях, из-за чего они стали крайне критично относиться к религии. Вокалист упоминал, что со временем ещё больше укоренился в своих убеждениях и до сих исполняет «Curse the Gods» с «гордостью». Текст песни был написан Зифрингером и его основной посыл — «Все религии отстой — люди, хватит страдать фигней!». В «Life Without Sense» повествуется о тяжело больных/людях с ограниченными возможностями и о том, какой стойкостью должны обладать такие люди. «Confused Mind» и «Confound Games» касаются привычной для трэш-метала тематики безумия.
Такие песни как «Curse The Gods», «Life Without Sense» и «Eternal Ban» стали неотъемлемой частью концертного сет-листа группы и являются одними из любимых у музыкантов.

## Отзывы критиков
| Оценки критиков | Оценки критиков |
| Источник        | Оценка          |
| --------------- | --------------- |
| AllMusic        | [ 6 ]           |
| Metal Storm     | 8.1/10          |
| Powermetal.de   | без оценки      |
| Rock Hard       | 9/10            |

Второй альбом Destruction был высоко оценен музыкальными изданиями. Эдуардо Ривадавия в своей рецензии для сайта AllMusic оценил релиз на 4.5 балла из 5 и назвал Eternal Devastation определяющим альбомом в карьере немцев и «важнейшим документом ранней европейской трэш-метал-сцены». В рецензии для сайта Metal Storm высоко оцениваются гитарные риффы, а каждая песня, по мнению рецензента, является классическим образцом европейского трэша; среди прочего, крайне высоко оценивается гитарная работа Майка Зифрингера. Однако большим минусом указывается качество записи альбома, из-за которого он «мог бы стать лучшим трэш-альбомом из Европы, но в его нынешнем виде он проклят приставкой „мог бы быть“».
Eternal Devastation впоследствии неоднократно включался в списки лучших трэш-метал релизов всех времён. Metal Hammer поставили альбом на 30 место в своём списке из 50 лучших трэш-метал-пластинок, назвав его при этом лучшей работой Destruction. Журнал Revolver назвал его одним из 25 наиболее важных альбомов жанра, а Джейсон Арнопп из Louder Sound привёл альбом в качестве одного из подтверждений, что 1986 год был лучшим для трэша. Сайт Ultimate Guitar поместил Eternal Devastation на третье место в списке из восьми важнейших альбомов тевтонского трэша. Согласно рейтингу читателей сайта Metal Storm, пластинка входит в двадцатку лучших метал-альбомов 1986 года.

## Список композиций
Слова и музыка всех песен — Destruction.
| №                   | Название                                  | Длительность |
| ------------------- | ----------------------------------------- | ------------ |
| 1.                  | «Curse the Gods»                          | 6:02         |
| 2.                  | «Confound Games»                          | 4:29         |
| 3.                  | «Life Without Sense»                      | 6:24         |
| 4.                  | «United by Hatred»                        | 5:04         |
| 5.                  | «Eternal Ban»                             | 3:41         |
| 6.                  | «Upcoming Devastation» (инструментальная) | 4:06         |
| 7.                  | «Confused Mind»                           | 6:06         |
| Общая длительность: | Общая длительность:                       | 35:52        |

## Участники записи
Destruction
- Марсель «Шмир» Ширмер — бас-гитара, вокал
- Майк Зифрингер — гитара
- Томас «Томми» Сандманн — ударные

Производственный персонал
- Манфред Нойнер — продюсирование, звукозапись, сведение
- Бернд Штайнведель — мастеринг
- Себастьян Крюгер — обложка